# Elis Regina
Elis Regina Carvalho Costa (Porto Alegre, 17 de març de 1945 - São Paulo, 19 de gener de 1982), coneguda artísticament com Elis Regina, va ser una compositora i cantant brasilera, reconeguda com una de les veus fonamentals de la Música Popular Brasilera.

## Biografia

### Debut professional
Va debutar amb tretze anys en un programa radiofònic a Porto Alegre i aviat va rebre el sobrenom d'Estrelinha do Rádio Gaúcho (petita estrella de la ràdio gaucha). Allà també va tenir l'oportunitat d'aparèixer per primer cop en televisió. Les seves virtuts com a cantant van cridar l'atenció de diversos productors. Elis Regina va enregistrar fins a quatre discos entre 1961 i 1963, però cap d'ells va tenir vendes significatives. La cantant va decidir traslladar-se a Rio de Janeiro, on es concentrava la indústria discogràfica nacional, per mirar d'envolar la seva carrera.
Casualment, la seva arribada a la capital carioca va coincidir amb el dia de l'alçament militar, el 31 de març del 1964. A Rio aconsegueix petits papers en programes de TV, on coincideix amb Wilson Simonal o Jorge Ben i comença a actuar en bars musicals del Beco das Garrafas, una zona bohèmia farcida de locals nocturns.

### Fama

(1965)

El 1965 Elis Regina va passar a ser coneguda pel gran públic d'arreu del Brasil. En primer lloc, va ser contractada junt amb Jair Rodrigues per presentar un programa musical, O Fino da Bossa de la TV Record, que va emetre's durant tres anys, amb gran èxit. L'àlbum Dois a bossa, que Jair Rodrigues i Elis Regina van enregistrar, va ser el primer en la història del Brasil en superar el milió de còpies venudes. També el 1965 se celebrà el I Festival de Música Popular Brasilera, en el qual Elis Regina va guanyar el primer premi amb Arrastão, amb lletra de Vinícius de Moraes i lletra d'Edu Lobo.
La Pimentinha, com era coneguda afectuosament, va cimentar la seva carrera d'intèrpret executant peces de samba, bossa nova i MPB, mantenint-se propera als ritmes brasilers, però aportant-hi una visió renovada. Les seves actuacions es recorden per una gran capacitat escènica i un ampli ventall de registres. Ja establerta com una de les grans cantants al Brasil, el 1968, va viatjar als Estats Units i a Europa, on rep el favor de la crítica. La seva sèrie de recitals a l'Olympia de París van ser d'un èxit rotund.

Fagner, Ronaldo Boscoli, Luiz Carlos Miele i Elis Regina, 1972.

Entre 1970 i 1980, Elis treu onze discos d'estudi. S'envolta del bo i millor de la indústria: productors, arranjadors i músics. Treballa amb estrelles consagrades, com Tom Jobim, Caetano Veloso, Ângela Maria o Adoniran Barbosa (amb la cançó Tiro ao Álvaro) i també de nous compositors, als quals va ajudar a assolir la fama: Milton Nascimento, Tim Maia, João Bosco, Fagner o Aldir Blanc.

## Vida personal
Poc després d'arribar a Rio de Janeiro, la cantant va tenir una relació amb el productor Solano Ribeiro, amb qui va arribar a prometre's en casament, sense que finalment passessin per l'església. Elis Regina va casar-se dos cops. Del matrimoni amb el músic Ronaldo Bóscoli va tenir un fill, João Marcelo, nascut el 1970. Poc després de separar-se de Bóscoli, va casar-se amb el pianista César Camargo Mariano, amb qui va tenir dos fills més, Pedro i Maria Rita, nascuts els anys 1975 i 1977, respectivament.
Durant la dictadura militar que va patir el Brasil entre 1964 i 1985, l'artista no va ser víctima de persecució ideològica ni censura, i això va despertar els recels del sector d'esquerres. No obstant això, la brasilera va fer declaracions a Europa en les quals titllava de «goril·les» els caps del govern. La seva cançó O bêbado e a equilibrista va esdevenir un himne de l'amnistia, durant l'aperturisme viscut al país a finals de la dècada de 1970.
El matí del 19 de gener de 1982, la cantant va parlar per telèfon amb qui aleshores era la seva parella, l'advocat Samuel MacDowell. Segons va explicar després MacDowell, Elis Regina va començar a parlar amb dificultat i després va restar en silenci. Espantat, va anar al domicili i va trobar-se-la a terra, inconscient. Quan va arribar a l'hospital, no va poder ser reanimada. L'informe forense va dictaminar que havia mort per sobredosi de cocaïna barrejada amb alcohol, que hauria consumit la nit anterior, en una festa al seu apartament. Altres versions expliquen que la cantant havia començat a consumir cocaïna amb certa freqüència l'any abans, arran del seu segon divorci. La mort d'Elis Regina, als trenta-sis anys i al cim de la seva carrera artística, va deixar corpresa la societat brasilera. A la capella ardent, que tingué lloc al Teatre Bandeirantes de São Paulo i al seguici fúnebre fins al cementiri de Morumbi, hi van assistir milers de persones.